# 取消し
取消し（とりけし）とは、ある行為についてそのなされた過程に問題があることを理由としてそれを遡及的に無効とする旨の意思表示。取消しをすることができる権利を取消権、取消権を有する者を取消権者と呼ぶ。ある法律行為を法律で規定された者（取消権者）の意思表示によって、行為の当時にさかのぼってなかったことにするものであり、取消権は形成権である。

## 概説

### 無効との関係
取消しと無効を比較すると、無効な法律行為は法律行為の外形はあるものの、そこから法律的な効果が生じないものをいう。取り消しうる法律行為は法律的な効果は有効だが、取消権をもつ者が取消しの意思表示をすると法律行為の時に遡って無効となる。
ローマ法では無効は裁判で宣言すれば足りると考えられていた。そのためローマ法やフランス法には取消しの概念が生じず、誰からでも主張できる絶対的無効と相手方や第三者からは主張できない相対的無効が存在した。一方、ドイツでは形成権の概念が発見され、絶対的無効は無効、相対的無効は取消しに整理された。日本では明治時代の立法過誤により錯誤を無効と規定したため無効と取消しを区別する立法でありながら相対的無効も存在する状態になっていたが、2017年の民法改正（2020年4月施行予定）で錯誤が取消しに改正されたことで解消された（ただし意思無能力無効については論点が残されている）。
特定の法律行為を無効にするか取り消すことができるとするかは立法政策の問題である。通常、無効ではなく取り消すことができる場合とされるのは、特定の人を保護するための規定に違反した行為で、その者の意思に従って効力を決すればよい場合である。
一個の法律行為が無効の要件も取消しの要件も満たすときは、原則としてどちらを主張することもできる。

### 撤回との区別
取消しの場合はその意思表示があると法律行為の時に遡って無効となる。これに対して効力消滅の効果が行為の時にさかのぼらない場合を「撤回」と呼ぶ。日本の民法では条文上は「取消」と記述されているにもかかわらず、「撤回」と解釈される場合があったが、その点を明確にするため2004年（平成16年）の民法現代語化の際に一定の条文につき「取消」の文言が「撤回」に改められた（民法第521条等）。

## 日本法における取消し
- 民法についてこの節では、条数のみ記載する。

### 取消しの意義
取消しの対象となるのは民法で取り消すことができるものと定められた法律行為に限られ、事実行為（放任行為）や、不法行為は取り消すことができない。民法の規定には法律行為の取消しについて定めたものも多いが、それぞれの取消し制度が意図する保護の対象によって取り消すことのできる行為の範囲や取消権者の範囲などの要件が異なる。
民法120条以下に定められる「取消し」は制限行為能力者や瑕疵ある意思表示をした者の取引の安全を保護するための制度である。「取り消すことのできる行為（取消しうべき行為ともいう）」は、取消権行使までは有効であるが、取消権が行使されると、行為時に遡って無効と同様に扱われる。取り消すことのできる行為の相手方は、いつ取り消されるか分からない非常に不安定な状態に置かれるため、民法は、このような状態を脱する手段として、同意、追認、法定追認、短期消滅時効等の規定を用意し、相手方の保護を図っている。
先述のように民法120条以下の適用を受ける取消しは、二つの種類に分けられる。
1. 制限行為能力者のした法律行為の取消し
2. 瑕疵ある意思表示の取消し

両者は、「取消権者」と「相手方保護」及び「取消しの効果」に違いがある。制限行為能力者のした意思表示の取消しは、瑕疵ある意思表示の取消しより更に保護を厚くしたものといえる。
制限行為能力者の場合は事理弁識能力が低いほど取消しの対象となる行為は広範であるが、ノーマライゼーションの観点から日常行為については単独で可能としたため、取消し不可となっている。また、瑕疵ある意思表示に関しては、帰責性の低い強迫による意思表示の取消しの方が、詐欺による意思表示の取消しよりも取り消すことができる範囲が広範である。
以下では民法120条以下の適用を受ける一般的取消しを中心に解説する。

### 取消しの態様

#### 一般的取消しと特殊的取消し
民法には120条以下の規定のほかに契約法や親族相続法の分野で以下に掲げるような取消しの制度も設けられており、前者を一般的取消しと呼ぶのに対し、後者は特殊的取消しという。制度趣旨が異なるので120条～126条の適用はなく各条の定めるところによる（養子縁組の取消しにつき大連判大12・7・7民集2巻438頁）。
1. 詐害行為取消権（424条）
2. 書面によらない贈与の取消し（550条）
3. 婚姻の取消し（743条）
4. 夫婦間契約の取消し（754条）
5. 縁組の取消し（803条）

#### 絶対的取消しと相対的取消し
取消しの遡及的無効を第三者に対抗しうる場合を絶対的取消し、制限される場合を相対的取消しという。

#### 裁判外の取消しと裁判上の取消し
裁判外の意思表示により効果を生じる場合を裁判外の取消し、裁判所への訴えの提起という形式をとる取消しを裁判上の取消しという。

#### 法律行為の取消しと審判・宣告の取り消し
民法には法律行為の取消しのほか、審判・宣告の取消しの制度もある。
1. 後見開始の審判の取消し（10条）
2. 保佐開始の審判の取消し（14条）
3. 補助開始の審判の取消し（18条）
4. 失踪宣告の取消し（32条）

### 取消権者
前述のとおり、取消しは制限行為能力者や瑕疵ある意思表示をした者を保護するための制度であるから、基本的に、表意者以外の者が取消しを主張することは制度趣旨にそぐわないといえる。そこで、民法は「取消権者」という概念を定め、「取消し」を主張できる者を次のとおりに制限している。
| 項目       | 制限行為能力者の意思表示の場合                                                                               | 瑕疵ある意思表示の場合                                                   |
| ---------- | --- | ------------------------------------------------------------------------ |
| 1.本人     | 制限行為能力者本人（他の制限行為能力者の法定代理人としてした行為にあっては、当該他の制限行為能力者を含む。） | 瑕疵ある意思表示をした者（錯誤、詐欺、強迫を受けて意思表示をした者）本人 |
| 2.代理人   | 制限行為能力者の法定代理人・任意代理人・826条の特別代理人                                                    | 瑕疵ある意思表示をした者の法定代理人・任意代理人・826条の特別代理人      |
| 3.承継人   | 制限行為能力者の包括承継人・特定承継人                                                                       | 瑕疵ある意思表示をした者の包括承継人・特定承継人                         |
| 4.同意権者 | 保佐人や家裁による同意権付与の審判を受けた補助人                                                             | ×                                                                        |

- 制限行為能力者本人
  - 制限行為能力者の取消しにおいては制限行為能力者本人も取消権者とされており（120条1項）、制限行為能力者本人が単独で取り消す場合にも取消しは完全に効力を生じるのであって、取り消すことのできる取消しとなるわけではない[4]。
  - 2017年の民法改正で「他の制限行為能力者の法定代理人としてした行為にあっては、当該他の制限行為能力者を含む。」というカッコ書が追加された。
- 同意権者
  - 制限行為能力者の取消しの場合は同意権者も取消権者となる。同意権者とは、保佐人や家庭裁判所による同意権付与の審判を受けた補助人など、制限行為能力者の保護監督者の中でも当然に代理権を有しない者のことを指す。

以上に挙げられていない者（保証人や抵当不動産の第三取得者など）は、取消権者ではない。例えば、保証人は被保証債務（主債務）を取り消せれば、付従性（附従性）により自己の債務も消滅させることができるが、取消権者ではないため保証人としての地位に基づいては取消権を行使できない。

#### 制限行為能力者のした意思表示の場合
未成年者の場合
法定代理人の同意を得ずにした法律行為は、取り消すことができる（5条2項）。
例外として、単に権利を得、又は義務を免れる行為は取り消すことができない（同条1項ただし書）。
法定代理人が目的を定めて処分を許した財産、又は法定代理人が目的を定めないで処分を許した財産（小遣いなど）の処分は取り消すことができない（同条3項）。
一種又は数種の営業を許された未成年者の、その営業に関する行為は取り消すことができない（6条1項）。
成年被後見人の場合
原則として、法律行為全般を取り消すことができる（9条）。
ただし、日用品の購入等、日常生活に関する行為は取り消すことができない（同条ただし書）。
被保佐人の場合
保佐人の同意又は家庭裁判所の許可を得ずにした、借財等の一定の重要な行為（13条1項各号に列挙されたもの）は取り消すことができる（13条4項）。
ただし、日用品の購入等、日常生活に関する行為は取り消すことができない（同条1項ただし書）。
同意権付与の審判を受けた被補助人の場合
家庭裁判所の審判により補助人の同意を必要とされた行為を、補助人の同意又は家庭裁判所の許可を得ずにしたときは取り消すことができる（17条4項）。
ただし、日用品の購入等、日常生活に関する行為は取り消すことができない（13条1項ただし書）。
以上は制限行為能力者の身分行為には適用がない。また、制限行為能力者が、相手方に対し、行為能力者であることを信じさせるため詐術を用いたときは、その行為を取り消すことはできない（21条）。

#### 瑕疵ある意思表示の場合
錯誤
2017年の民法改正により錯誤の効果が無効から取消しに変更された（2020年4月施行）。
詐欺による意思表示
詐欺（故意に、違法な詐罔行為を行って本人を錯誤に陥らせること）によってした意思表示は取り消すことができる（96条1項）。
相手方に対する意思表示について第三者が詐欺を行った場合においては、相手方がその事実を知り、又は知ることができたときに限り、その意思表示を取り消すことができる（96条2項）。
詐欺による意思表示の取消しは善意でかつ過失がない第三者に対抗できない（96条3項）。
強迫による意思表示の場合
強迫（故意に、違法な強迫行為を行って本人を畏怖させること）によってした意思表示は取り消すことができる（96条1項）。
なお、強迫による畏怖の程度が表意者の意思の自由を完全に喪失させるほどのものであった場合は、意思無能力により当然無効であって取消しの対象ではない（最高裁昭和33年7月1日判決の傍論）。

### 取消しの方法
取消しは、相手方のある単独行為である。そのため、取消権の行使は、取消権者から相手方に対する一方的意思表示によって行う（123条）。ただし、追認をすることができる時から5年間行使しないとき、行為の時から20年を経過したときは、取消権は時効によって消滅する（126条）。
また、取消権者は複数いる場合が多いが、その場合でも解除の場合とは異なり（544条1項、解除権の不可分性）、その意思表示が取消権者全員から、相手方全員に対してなされる必要はない。また、取り消しうべき行為によって相手方が取得した権利が第三者に移転したときでも、取り消しうべき法律行為を行なった最初の相手方に対して取消しの意思表示を行い、その後現在の権利者にその効果を主張するべきとされている。
なお、法律行為が可分であれば一部取消しが可能な場合もある（大判大12・6・7民集2巻383頁）。

### 取消しの効果

#### 取消しの遡及効
取り消された行為は、初めから無効となる（遡及効。121条）。しかし、解釈上、法律関係の複雑化することを避けるため継続的契約については遡及効を否定すべきとされる（通説。620条・630条・652条・684条参照）。。身分行為についても遡及効はない。

#### 不当利得の返還
取消しの遡及効により、取り消された行為は、初めから無効であったものとみなされる（121条）。まだ履行されていない債務は初めから発生しなかったこととなり、既に履行された債務については不当利得の返還義務が生じる。
当該返還義務の範囲は2017年改正（2020年4月施行予定）で新設の121条の2で定められることとなった（取消しにより初めから無効になった場合を含め、無効・取消しの返還義務については121条の2の規定による）。
制限行為能力者であることを理由とする取消しの場合には更に手厚い保護を与え、当該制度の実効性を高めるために、善悪を問わずに、返還義務の及ぶ範囲を703条に規定した範囲、つまり現存利益のみに限定している（121条の2第3項、旧121条但書）。判例によれば他人への債務の弁済や生活費に充てたときは現存利益は存在するが（大判昭7・10・26民集11巻1920頁）、賭博などで浪費されてしまった場合には現存利益は存在しないとする（最判昭50・6・27金判485号20頁）。なお、詐欺や強迫による意思表示の場合については、このような規定は設けられていない。制限行為能力者が取り消す場合にも詐欺・強迫を理由とする場合には121条但書の適用はない（通説）。
なお、消費者契約法6条の2に特則がある。
通説によれば物権的請求権と不当利得返還請求権は競合して認められるとするが、給付利得の不当利得返還請求権が認められることになるとする説など見解は分かれ対立がある。当事者間の返還義務は原則として同時履行の関係に立つが、詐欺者には同時履行の抗弁は認められないとされる。

### 追認

#### 追認の意義
取り消し得る行為であっても、取消権者が追認（ついにん）すれば、行為は有効に確定し、以後取り消すことができない（122条）。追認は取消権の放棄にほかならない（通説）。
なお、旧122条では但書で「追認によって第三者の権利を害することはできない」と規定されており、これは民法起草者が二重売買などの場合において一方の取引が追認された場合には他方の売買における第三者は取得した権利を失うことになるという前提に立っていたものと理解されていたが、法解釈によれば追認がなされたとしても第三者との間の取引が当然に無効になるわけではないのであるから公示の原則に従って優劣関係は登記の具備の有無あるいは先後といった対抗問題として決すべきでありこの但書は無意味であるとされていた（通説）。そのため2017年の民法改正で但書は削除された（2020年4月施行予定）。
取り消すことができる行為の追認は、取消しの原因となっていた状況が消滅し、かつ、取消権を有することを知った後にしなければ、その効力を生じない（124条1項）。例えば、制限行為能力者は行為能力者となった後、詐欺の場合は詐欺を知った後、強迫の場合は強迫行為が終わった後でなければならない。ただし、次に掲げる場合には、前項の追認は、取消しの原因となっていた状況が消滅した後にすることを要しない（124条2項）。
1. 法定代理人又は制限行為能力者の保佐人若しくは補助人が追認をするとき。
2. 制限行為能力者（成年被後見人を除く。）が法定代理人、保佐人又は補助人の同意を得て追認をするとき。

124条は2017年の民法改正で整理されている（2020年4月施行予定）。
追認は、取消権者（追認権者）から行為の相手方に対する意思表示によって行う（123条）。
なお、無権代理行為の追認（113条）については無権代理の項参照。

#### 法定追認
追認可能な時期に追認権者が行った次の行為については、法定追認事由として追認したものとみなされる（125条本文）。いずれも黙示の追認の同視しうる行為であり、紛争を避けるために一律に追認の効果を擬制したものと解されている。ただし、異議を留めたときは法定追認の効果は生じない（125条但書）。
- 全部又は一部の履行（同条1号）
- 履行の請求（同条2号）
- 更改（同条3号）
- 担保の供与（同条4号）
- 取り消すことができる行為によって取得した権利の全部又は一部の譲渡（同条5号）
- 強制執行（同条6号）

#### 相手方の催告権
制限行為能力者の相手方は取り消されるか追認されるかによって不安定な地位に立たされるため、民法では制限行為能力者の相手方に催告権を認めている。制限行為能力者として取り消し得る行為をした後に行為能力者となった者、あるいは、制限行為能力者の代理人等に対して催告を行った場合には、その者が1か月以上の期間内に確答を発しないときは、その行為は追認したものとみなされる（20条1項・2項）。また、特別の方式を要する行為について催告を行った場合、あるいは、被保佐人又被補助人に対して催告を行った場合には、その者が1か月以上の期間内に確答を発しないときは、その行為は取り消したものとみなされる（20条3項・4項）。なお、詐欺・強迫による意思表示の場合においては相手方に催告権はない。

### 取消権の消滅
以下の場合には法律行為は確定的に有効となり取消権は消滅する。
1. 取消権者が追認権を行使した場合（法定追認を含むが、追認する取消権者は124条の規定により現に追認できる状態になければならない（追認が効力を生じない場合には取消権は消滅しない））
2. 取消権者が追認をすることができる時から5年間取消権を行使しないとき（126条前段）。
3. 当該行為の時から20年を経過したとき（126条後段）。

- 126条の取消権の期間制限については、ともに時効期間であるとする説、ともに除斥期間であるとする説、5年の期間制限は時効で20年の期間制限は除斥期間であるとする説などがある。
- 126条前段は法律関係を早期に安定させようとする趣旨であると解されており、このことから取消権の発生原因が同じである場合には、複数の取消権者のうち一人につき取消し・追認・126条の期間制限などにより取消権が消滅すれば、すべての者の取消権が消滅するものと解されている。
- なお、判決の既判力の効果として取消権が否定される場合がある（最判昭55・10・23民集34巻5号747頁）。

## 行政法上の取消し
行政法上、行政行為（行政処分）に瑕疵がある場合に、当該行政行為の効力を失わせ、それによって生じた法律関係をもとに戻す行為を、行政行為の取消しという。
行政行為の取消しには、職権による取消し（処分庁又は監督庁が行うもの）と、争訟による取消し（私人の不服申立てに基づいて行われるもの）がある。
- 職権による取消し

処分庁は、特別の法律の根拠がなくても、瑕疵のある行政行為を職権により取り消し得ると解されている。また、上級行政庁も、監督権の行使として、職権により取り消し得るとするのが通説である。
ただし、授益的行政行為については、私人の行政に対する信頼の観点から、一定の制限が加えられると解されている。
- 争訟による取消し

行政不服審査法に基づく審査請求に理由があるときは、審査庁は、当該行政処分を裁決で取り消す（同法40条3項）。また、異議申立てに理由があるときは、処分庁は、当該行政処分を決定で取り消し、又は変更する（同法47条3項本文）。
行政事件訴訟法に基づく取消訴訟（処分の取消しの訴え、裁決の取消しの訴え）に理由があるときは、裁判所は、当該行政処分を取り消す。

## 訴訟法上の取消し
訴訟法上、上訴等に基づいて裁判の効力を失わせることを取消しという。
民事訴訟法上、第一審判決に対する控訴がされた場合、控訴裁判所は、第一審判決を不当とするとき又は第一審の判決手続が法律に違反したときは、第一審判決を取り消さなければならない（同法305条、306条）。決定・命令に対する抗告においても同様である（同法331条）。なお、上告に理由があるときは、取消しではなく、原判決を破棄するとの表現が用いられる（同法325条）。
刑事訴訟法上は、控訴審・上告審においては破棄という表現が用いられるが（同法397条、410条、411条）、抗告・準抗告に理由があるときは、原裁判の取消し等がされる（同法426条2項、429条）。